# Indexed Database API
La API de base de datos indexada (comúnmente conocida como IndexedDB) es una interfaz de programación de aplicaciones (API) de JavaScript proporcionada por navegadores web para administrar una base de datos NoSQL de objetos JSON. Es un estándar mantenido por el World Wide Web Consortium (W3C).
Como alternativa al estándar de almacenamiento web, IndexedDB puede proporcionar más capacidad de almacenamiento. El almacenamiento web tiene límites fijos por sitio web, pero los límites de IndexedDB son "generalmente bastante grandes, si es que existen".
Los casos de uso para IndexedDB incluyen el almacenamiento en caché de datos de aplicaciones web para disponibilidad fuera de línea. Algunos módulos del navegador, como devtools o extensiones, también pueden usarlo para el almacenamiento. 

## Historia
El soporte para IndexedDB se agregó a Firefox versión 4, Google Chrome versión 11, e Internet Explorer versión 10. Safari agregó soporte en la versión 8.
Web SQL Database fue una API previa desarrollada por Apple. Pero Firefox se negó a agregarle soporte y argumentó en contra de que se convirtiera en un estándar porque codificaría las peculiaridades de SQLite. Por lo tanto, quedó en desuso a favor de IndexedDB.